# Inbus

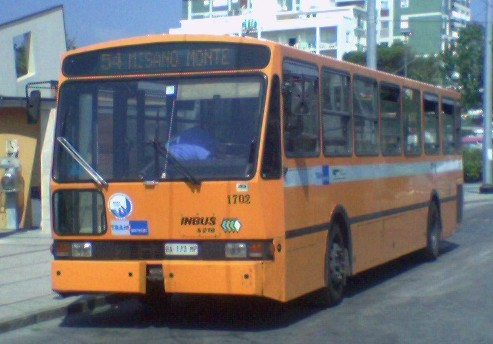
Inbus U210 Siccar 177L

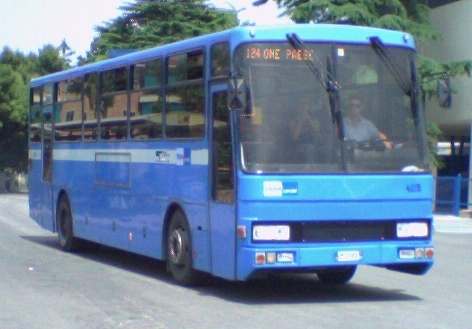
Inbus I330 De Simon

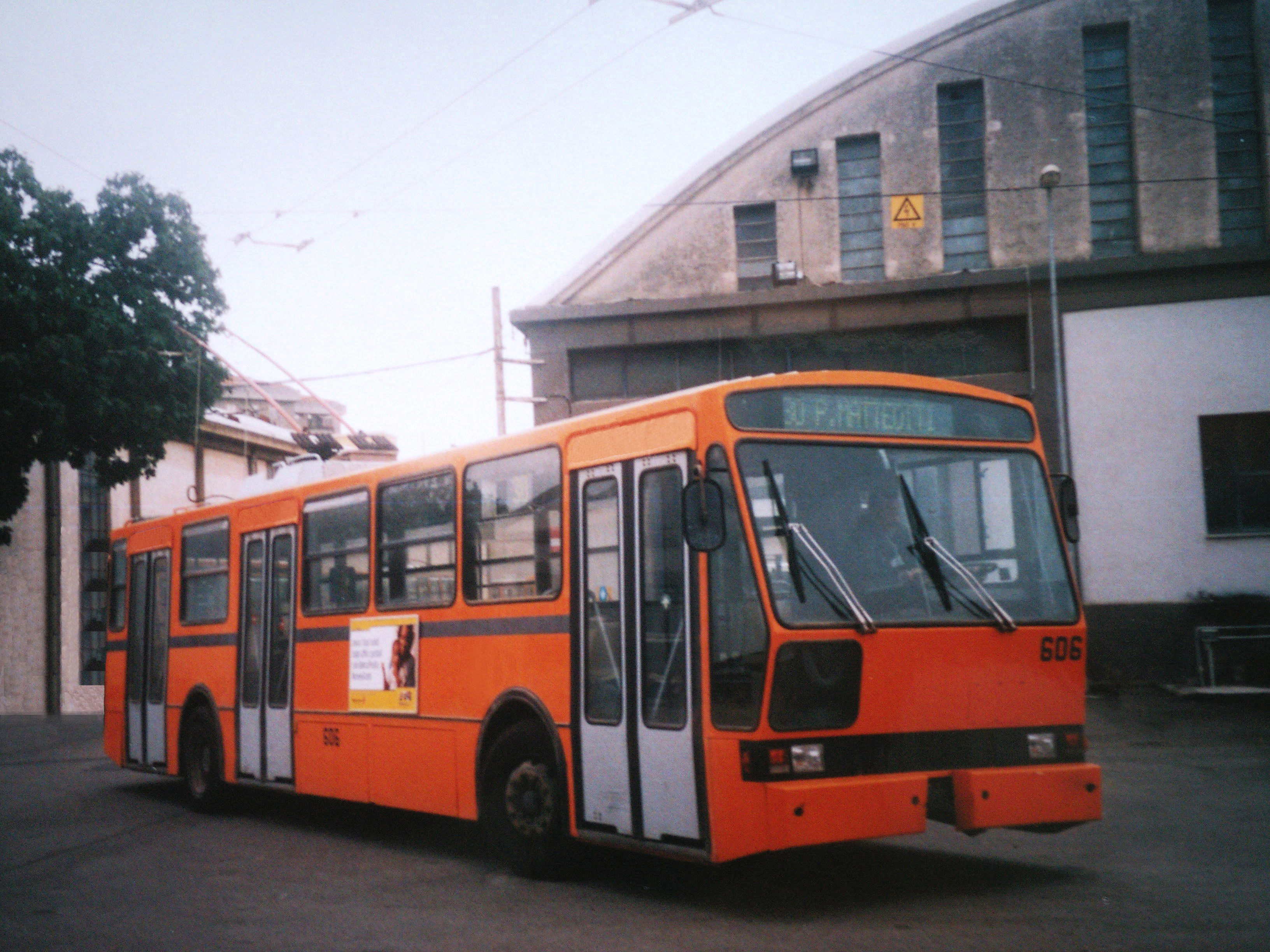
Trolleybus Inbus F140

La société InBus - acronyme de INdustrie autoBUS, est née d'un groupement d'entreprises pour fabriquer des autobus.

## Histoire
Au début des années 1970, en Italie, plusieurs constructeurs et carrossiers d'autobus et d'autocars étaient arrivés à la même conclusion, les constructeurs d'autobus urbains ne pourront survivre qu'en standardisant leurs productions afin d'en diminuer le prix de revient et de maintenance. Constatant que ce secteur était largement dominé par Fiat Bus qui élargissait encore son influence en intégrant plusieurs constructeurs au sein d'IVECO, un certain nombre de petits constructeurs italiens ont décidé de se libérer de l'hégémonie du géant turinois, quasiment seul fournisseur de châssis et motorisations pour leurs modèles. Parmi ces constructeurs, on comptait De Simon Bus de Osoppo dans la province d'Udine dans le Nord-Est de l'Italie et Breda C.F. de Pistoia qui se rapprochèrent de la Carrozzeria Sicca de Vittorio Veneto, entreprise qui avait conçu et fabriquait un nouveau châssis d'autobus de 12 mètres novateur et surbaissé, avec le moteur placé en porte à faux à l'arrière, le Siccar 176L. (NDR : la société Sicca, créée en 1949, a toujours réalisé des carrosseries d'autobus sous le label Siccar). En 1975, ces trois sociétés, rejointes par Sofer SpA de Pouzzoles dans la province de Naples, créent le consortium INBUS. 
Ce groupement a conçu et fabriqué de nombreux bus urbains comme les U210 et U150, sub-urbains (banlieue) S210 et inter-urbains (ligne régulière) I210, I240 et I330. Le modèle qui a connu le plus gros succès commercial sera le U210 conçu sur les châssis Siccar 176L et 177L.
Le U210 est un modèle de 12 mètres équipé d'un moteur Fiat V.I. d'une cylindrée de 9,572 cm3, placé à l'arrière. Le plancher est bas et le diamètre de braquage réduit. En 1981, Inbus fut chargé par la société CTM des transports publics de Cagliari, en Sardaigne, de construire ce qui sera le seul modèle de trolleybus produit par Inbus, le modèle Inbus F140. Ce véhicule aura une utilisation assez limitée. À partir de 1986 d'autres modèles plus récents viendront épauler ce trolleybus. Ce n'est qu'en 2000 lorsqu'un nouvel engouement pour les transports en commun propres verra le jour et que les lignes de trolleybus seront à nouveau développées, le parc verra l'arrivée des Socimi 8839 et Socimi 8845.

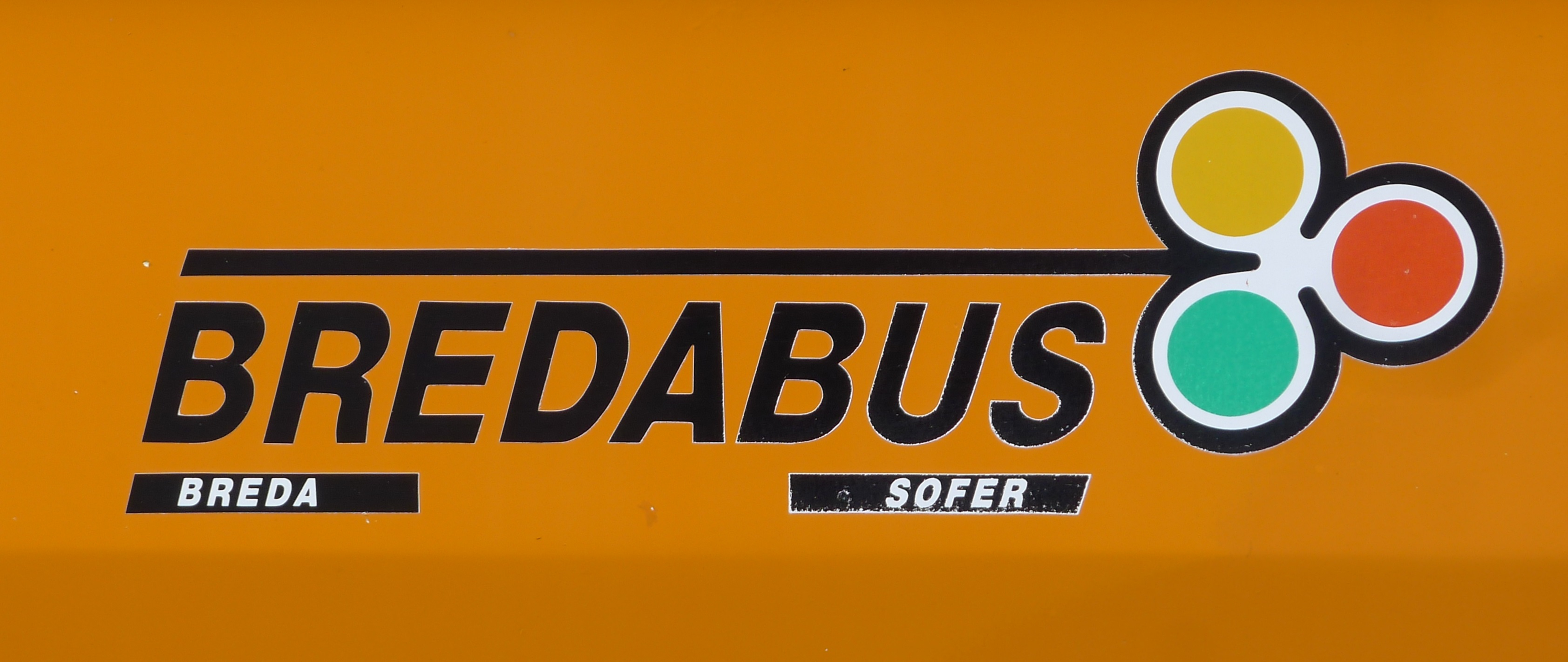
Logotype BredaBus.

En 1987, INBUS enregistre le retrait de De Simon Bus mais les trois autres membres poursuivent l'aventure sous le nom BredaBus. En 1989 Breda C.F. rachète la Carrozzeria Menarini de Bologne et devient BredaMenarinibus, filiale du groupe Finmeccanica. 
À partir de 1989, il ne reste que deux membres du groupement : Breda et Sicca. Breda C.F. a racheté Menarini et poursuit la fabrication des modèles INBUS sous sa marque, Sofer est intégré dans AnsaldoBreda. Sicca est sollicité par plusieurs constructeurs étrangers, Mercedes-Benz, Van Hool, Scania et Pegaso qui veulent intégrer dans leur gamme un modèle Siccar avec leur mécanique. En 1991, Sicca renoue de fructueux contacts avec IVECO qui intègre des modèles Siccar équipés de motorisations Fiat dans sa gamme.
En 1991, BredaMenarinibus et Sicca mettent un terme au groupement, Sicca est alors intégré dans IVECO.
En janvier 2015, Finmeccanica cède sa filiale BredaMenarinibus à la nouvelle société Industria Italiana Autobus SpA dont elle détient 20% du capital. Ce nouveau constructeur a repris l'usine Iveco Bus de Valle dell'Ufita de Flumeri.

## Modèles produits
- Autobus urbains :
  - U.210
  - U 150
  - U 210 FT
  - U 210 FT-N
  - U 240 FT
  - AU 280 (articulé)

- Sub-urbains - banlieue :
  - S 210
  - S 150
  - S 150 FT
  - S 210 FT
  - S 210 FT-N
  - AS 280 (articulé)

- Inter-urbains - ligne régulière :
  - I 210
  - ID 210FT-N
  - I.240
  - I 240DT
  - I.330
  - I 210 FT-N
  - AI 280 (articulé)

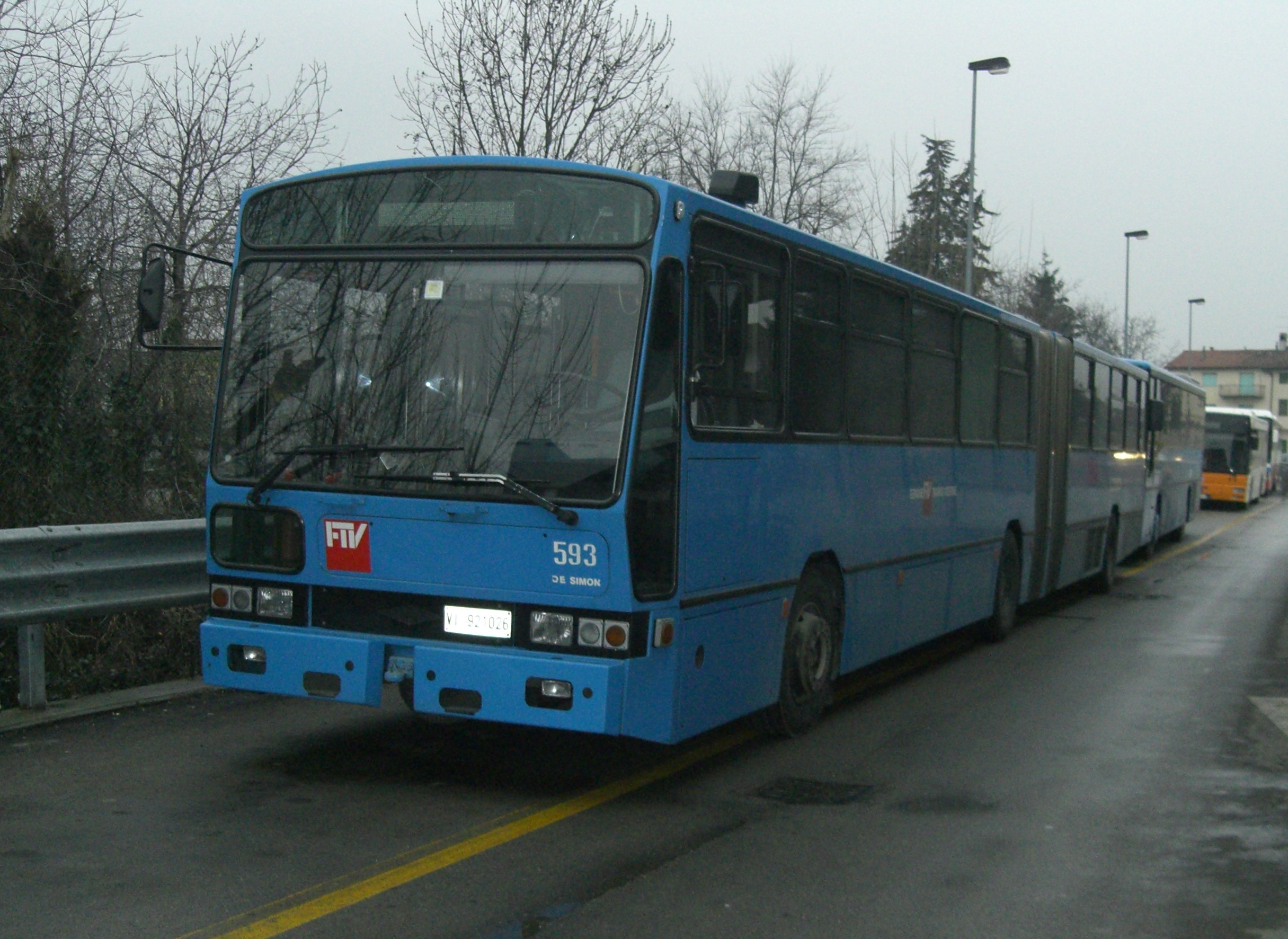
Autobus interurbain Inbus AID 280FT Ferrovie & Tramvie Vicentine (FTV)

- Tourisme, Grand Tourisme / Superligne :
  - SL 330

- Trolleybus urbains :
  - F.140